# Asia's Next Top Model (mùa 6)
Asia's Next Top Model, Mùa 6 là mùa giải thứ sáu của chương trình Asia's Next Top Model, được công chiếu bắt đầu từ ngày 22/8/2018. Chủ đề của mùa giải thứ 6 là Beyond Limits (Vượt Qua Giới Hạn).
Mùa giải gồm 14 thí sinh đến từ 10 quốc gia thuộc Châu Á bao gồm Nhật Bản, Hồng Kông, Myanmar, Indonesia, Philippines, Malaysia, Singapore, Thái Lan, Đài Loan và Việt Nam.
Giải thưởng mùa này bao gồm:
- Hợp tác với công ty quản lý người mẫu Storm Model Management ở Luân Đôn
- Xuất hiện trên trang bìa tạp chí Harper's Bazaar Thailand
- 1 chiếc ô tô Subaru XV
- Trở thành avatar cho trò chơi America's Next Top Model.

Quán quân của Asia's Next Top Model mùa 6 là Dana Slosar, 23 tuổi đến từ Thái Lan.
5 năm sau, top 11 Iko Bustomi trở thành người chiến thắng của chương trình Indonesia's Next Top Model (mùa 3).

## Vòng sơ tuyển
Ở mùa 6, không có vòng sơ tuyển trực tiếp mà thay vào đó các thí sinh sẽ được tuyển chọn trực tiếp qua online hoặc do các công ty quản lý người mẫu ở châu Á chọn đại diện.

## Các thí sinh
(Tính theo tuổi khi còn trong cuộc thi)
| Đại diện    | Thí sinh           | Tuổi | Chiều cao               | Huấn luyện viên | Bị loại ở | Hạng  |
| ----------- | ------------------ | ---- | ----------------------- | --------------- | --------- | ----- |
| Thái Lan    | Lena Saetiao       | 20   | 173 cm (5 ft 8 in)      | —               | Tập 1     | 14-13 |
| Hồng Kông   | Hody Yim           | 24   | 170 cm (5 ft 7 in)      | —               | Tập 1     | 14-13 |
| Nhật Bản    | Sharnie Fenn       | 20   | 173 cm (5 ft 8 in)      | Shikin          | Tập 1     | 12    |
| Indonesia   | Iko Bustomi        | 22   | 174 cm (5 ft 8+1⁄2 in)  | Monika          | Tập 2     | 11    |
| Indonesia   | Jesslyn Lim        | 26   | 178 cm (5 ft 10 in)     | Monika          | Tập 3     | 10    |
| Malaysia    | Rubini Sambanthan  | 26   | 176 cm (5 ft 9+1⁄2 in)  | Monika          | Tập 4     | 9     |
| Singapore   | Yi Han Si          | 18   | 180 cm (5 ft 11 in)     | Minh Tú         | Tập 5     | 8     |
| Philippines | Jachin Manere      | 21   | 175 cm (5 ft 9 in)      | Shikin          | Tập 6     | 7     |
| Việt Nam    | Thanh Vy Nguyễn    | 23   | 168 cm (5 ft 6 in)      | Shikin          | Tập 7     | 6     |
| Thái Lan    | Pim Bubear         | 23   | 174 cm (5 ft 8+1⁄2 in)  | Minh Tú, Monika | Tập 8     | 5     |
| Myanmar     | Beauty Thet Thin   | 22   | 176 cm (5 ft 9+1⁄2 in)  | Minh Tú         | Tập 8     | 4     |
| Philippines | Adela Mae Marshall | 20   | 173 cm (5 ft 8 in)      | Minh Tú         | Tập 10    | 3-2   |
| Đài Loan    | Mia Sabathy        | 24   | 179 cm (5 ft 10+1⁄2 in) | Shikin          | Tập 10    | 3-2   |
| Thái Lan    | Dana Slosar        | 23   | 175 cm (5 ft 9 in)      | Monika          | Tập 10    | 1     |

## Giám khảo chính
- Cindy Bishop (Dẫn chương trình/Giám khảo)
- Yu Tsai (Giám đốc sáng tạo/Giám khảo)
- Nguyễn Minh Tú (Cố vấn người mẫu)
- Monika Santa Maria (Cố vấn người mẫu)
- Shikin Gomez (Cố vấn người mẫu)

## Các tập phát sóng

### Tập 1: Cô gái không thể hét
Mười bốn cô gái từ khắp châu Á tụ hội tại Thái Lan để tham gia mùa giải mới. Thử thách đầu tiên là đi catwalk giữa chợ và chụp hình selfie cuối đường băng. Hai cô gái Lena và Hody ngay lập tức phải ra về sau thử thách vì điểm thấp nhất. Đại diện Nhật Bản là Sharnie bị loại vì tấm hình kém nhất khi chụp với động vật bò sát. Vậy là chỉ trong tập 1, đã có 3 cô gái phải từ bỏ giấc mơ siêu mẫu châu Á của mình.
- Công chiếu: 22 tháng 8 năm 2018
- Thử thách: Catwalk và Selfie với Huawei P20 Pro
- Điểm thử thách cao nhất: Beauty
- Điểm thử thách thấp nhất: Sharnie
- Thí sinh bị loại ở thử thách: Lena & Hody
- Chủ đề chụp ảnh: Những điều hoang dã
- Giám khảo khách mời: Celina Jade
- Thí sinh cao điểm nhất: Beauty
- Top nguy hiểm: Jesslyn & Sharnie
- Thí sinh bị loại: Sharnie

### Tập 2: Cô gái có hai cơ hội
- Công chiếu: 29 tháng 8 năm 2018
- Chủ đề chụp ảnh: Hồ Thiên Nga
- Nhiếp ảnh gia: Yu Tsai
- Giám khảo khách mời: Marion Caunter
- Thí sinh cao điểm nhất: Jachin
- Top nguy hiểm: Jesslyn & Iko
- Thí sinh bị loại: Iko

### Tập 5: Cô gái nói sự thật
- Công chiếu: 19 tháng 9 năm 2018
- Thử thách: Ghi hình cho Estetica
- Điểm thử thách cao nhất: Rima
- Điểm thử thách thấp nhất: Dana
- Chủ đề chụp ảnh: Khoảnh khắc Estetica
- Nhiếp ảnh gia: Pratch Siridhara
- Giám khảo khách mời: Cara G Mcilroy
- Thí sinh cao điểm nhất: Dana
- Top nguy hiểm: Mia & Han
- Thí sinh bị loại: Han

| Bảng điểm | Bảng điểm | Bảng điểm | Bảng điểm | Bảng điểm | Bảng điểm | Bảng điểm |
| --------- | --------- | --------- | --------- | --------- | --------- | --------- |
| #         | Người mẫu | Cindy     | Yu Tsai   | Cara      | Thử thách | Tổng điểm |
| 1         | Dana      | 9.5       | 9.0       | 9.0       | 8.3       | 35.8      |
| 2         | Jachin    | 9.5       | 8.5       | 9.0       | 7.9       | 34.9      |
| 3         | Thanh Vy  | 9.0       | 8.5       | 8.5       | 7.6       | 33.6      |
| 4         | Adela     | 7.0       | 8.5       | 7.0       | 8.5       | 31.0      |
| 5         | Pim       | 8.5       | 6.5       | 8.5       | 7.0       | 30.5      |
| 6         | Beauty    | 7.5       | 7.0       | 6.0       | 7.5       | 28.0      |
| 7         | Mia       | 19.0      | 19.0      | 19.0      | 8.2       | 27.2      |
| 8         | Han       | 18.5      | 18.5      | 18.5      | 8.0       | 26.5      |

### Tập 6: Cô gái hầu như có thể đứng dậy
- Công chiếu: 26 tháng 9 năm 2018
- Thử thách: Trò chơi Roller Derby

| Đội   | Người mẫu                   |
| ----- | --------------------------- |
| Trắng | Jachin, Dana, Beauty, Adela |
| Đen   | Pim, Mia, Thanh Vy          |

- Chủ đề chụp ảnh: Phụ nữ và Thời trang
- Nhiếp ảnh gia: Tim Punsiri
- Giám khảo khách mời: Jessica Iskandar
- Thí sinh cao điểm nhất: Beauty
- Top nguy hiểm: Thanh Vy & Jachin
- Thí sinh bị loại: Jachin

| Bảng điểm | Bảng điểm | Bảng điểm | Bảng điểm | Bảng điểm | Bảng điểm |
| --------- | --------- | --------- | --------- | --------- | --------- |
| #         | Người mẫu | Cindy     | Yu Tsai   | Jessica   | Tổng điểm |
| 1         | Beauty    | 10.0      | 10.0      | 8.0       | 28.0      |
| 2         | Dana      | 9.5       | 9.5       | 7.5       | 26.5      |
| 3         | Adela     | 9.0       | 8.3       | 8.5       | 25.8      |
| 4         | Mia       | 8.5       | 8.5       | 8.5       | 25.5      |
| 5         | Pim       | 7.5       | 8.0       | 6.5       | 22.0      |
| 6         | Thanh Vy  | 21.5      | 21.5      | 21.5      | 21.5      |
| 7         | Jachin    | 19.5      | 19.5      | 19.5      | 19.5      |

### Tập 7: Cô gái đã hết thời gian
- Công chiếu: 3 tháng 10 năm 2018
- Thử thách: Chụp lookbook phong cách Huawei

| Đội | Người mẫu           | Điểm thử thách |
| --- | ------------------- | -------------- |
| A   | Adela, Dana, Beauty | 8.7            |
| B   | Mia, Pim, Thanh Vy  | 7.7            |

- Điểm thử thách cao nhất: Adela, Beauty, Dana
- Điểm thử thách thấp nhất: Mia, Pim, Thanh Vy
- Chủ đề chụp ảnh: Cuộc sống của người khổng lồ
- Nhiếp ảnh gia: Waroon Kieattisin
- Giám khảo khách mời: Duang Poshyanonda
- Thí sinh cao điểm nhất: Dana
- Top nguy hiểm: Mia & Thanh Vy
- Thí sinh bị loại: Thanh Vy

| Bảng điểm | Bảng điểm | Bảng điểm | Bảng điểm | Bảng điểm | Bảng điểm | Bảng điểm |
| --------- | --------- | --------- | --------- | --------- | --------- | --------- |
| #         | Người mẫu | Cindy     | Yu Tsai   | Duang     | Thử thách | Tổng điểm |
| 1         | Dana      | 9.0       | 9.0       | 8.5       | 8.7       | 36.2      |
| 2         | Beauty    | 9.0       | 8.5       | 8.0       | 8.7       | 34.2      |
| 3         | Pim       | 9.0       | 7.0       | 8.0       | 7.7       | 31.7      |
| 4         | Adela     | 8.0       | 7.0       | 7.0       | 8.7       | 30.7      |
| 5         | Mia       | 20.0      | 20.0      | 20.0      | 7.7       | 27.7      |
| 6         | Thanh Vy  | 18.0      | 18.0      | 18.0      | 7.7       | 25.7      |

### Tập 8: Cô gái bị treo trái
- Công chiếu: 10 tháng 10 năm 2018
- Chủ đề chụp ảnh: Chấp nhận liều lĩnh
- Nhiếp ảnh gia: Joel Lim
- Chủ đề quay video: Quay video quảng cáo cho Subaru
- Giám khảo khách mời: Glenn Tan, Hồ Ngọc Hà
- Thí sinh cao điểm nhất: Mia
- Top nguy hiểm: Adela & Beauty & Pim
- Thí sinh bị loại: Beauty & Pim
- Top 3 Asia's Next Top Model 2018: Mia, Dana, Adela

| Bảng điểm | Bảng điểm | Bảng điểm | Bảng điểm | Bảng điểm | Bảng điểm | Bảng điểm |
| --------- | --------- | --------- | --------- | --------- | --------- | --------- |
| #         | Người mẫu | Cindy     | Yu Tsai   | Glenn     | Ngọc Hà   | Tổng điểm |
| 1         | Mia       | 8.0       | 8.0       | 9.0       | 9.0       | 34.0      |
| 2         | Dana      | 9.0       | 8.0       | 8.0       | 8.0       | 33.0      |
| 3         | Adela     | 28.2      | 28.2      | 28.2      | 28.2      | 28.2      |
| 4         | Beauty    | 28.0      | 28.0      | 28.0      | 28.0      | 28.0      |
| 5         | Pim       | 27.5      | 27.5      | 27.5      | 27.5      | 27.5      |

### Tập 9: Cô gái trên đường leo lên đỉnh vinh quang
- Công chiếu: 17 tháng 10 năm 2018
- Tóm lược nội dung: Đây là tập tổng kết lại Asia's Next Top Model mùa 6 các tập trước và thành tích, sự thể hiện mà top 3 (gồm Mia, Dana và Adela) đã đạt được.

### Tập 10: Cô gái có một chuyến hành trình bấp bênh
- Công chiếu: 24 tháng 10 năm 2018
- Thử thách: Catwalk trên sàn diễn chủ đề "Thiên đường Paradiso"
- Chủ đề chụp ảnh: Tiệc kỉ niệm
- Nhiếp ảnh gia: Yu Tsai
- Giám khảo khách mời: Ruby Adler, Pia Wurtzbach, Duang Poshyanonda
- Asia's Next Top Model 2018: Dana Slosar
- Thí sinh về nhì: Mia Sabathy, Adela Mae-Marshall

## Kết quả

### Thứ tự gọi tên
| 1  | Beauty    | Beauty  | Jachin  | Mia     | Adela  | Dana   | Beauty | Dana   | Mia    | Dana      |
| 2  | Jesslyn   | Mia     | Adela   | Vy      | Mia    | Jachin | Dana   | Beauty | Dana   | Adela Mia |
| 3  | Mia       | Rubini  | Pim     | Pim     | Beauty | Vy     | Adela  | Pim    | Adela  | Adela Mia |
| 4  | Jachin    | Jachin  | Dana    | Adela   | Pim    | Adela  | Mia    | Adela  | Beauty |           |
| 5  | Pim       | Dana    | Vy      | Rubini  | Jachin | Pim    | Pim    | Mia    | Pim    |           |
| 6  | Iko       | Iko     | Mia     | Han     | Dana   | Beauty | Vy     | Vy     |        |           |
| 7  | Rubini    | Adela   | Han     | Jachin  | Vy     | Mia    | Jachin |        |        |           |
| 8  | Adela     | Vy      | Beauty  | Beauty  | Han    | Han    |        |        |        |           |
| 9  | Dana      | Han     | Rubini  | Dana    | Rubini |        |        |        |        |           |
| 10 | Vy        | Pim     | Jesslyn | Jesslyn |        |        |        |        |        |           |
| 11 | Han       | Jesslyn | Iko     |         |        |        |        |        |        |           |
| 12 | Sharnie   | Sharnie |         |         |        |        |        |        |        |           |
| 13 | Hody Lena |         |         |         |        |        |        |        |        |           |
| 14 | Hody Lena |         |         |         |        |        |        |        |        |           |

     Thí sinh thắng cuộc
     Thí sinh bị loại
     Thí sinh bị loại ngoài phòng đánh giá

### Bảng điểm
| Xếp hạng | Người mẫu | Tập  | Tập  | Tập  | Tập  | Tập  | Tập  | Tập  | Tập  | Tập       | Tổng điểm | Trung bình |
| Xếp hạng | Người mẫu | 1    | 2    | 3    | 4    | 5    | 6    | 7    | 8    | 10        | Tổng điểm | Trung bình |
| -------- | --------- | ---- | ---- | ---- | ---- | ---- | ---- | ---- | ---- | --------- | --------- | ---------- |
| 1        | Dana      | 33.0 | 24.5 | 33.1 | 32.0 | 35.8 | 26.5 | 35.2 | 33.0 | Quán quân | 253.1     | 31.6       |
| 3-2      | Adela     | 32.4 | 28.0 | 40.0 | 36.8 | 31.0 | 25.8 | 30.7 | 28.2 | Á quân    | 252.9     | 31.6       |
| 3-2      | Mia       | 33.9 | 23.3 | 43.5 | 34.3 | 27.2 | 25.5 | 27.7 | 34.0 | Á quân    | 249.4     | 31.1       |
| 4        | Beauty    | 34.0 | 20.0 | 33.6 | 34.0 | 28.0 | 28.0 | 34.2 | 28.0 |           | 239.8     | 30.0       |
| 5        | Pim       | 32.2 | 26.0 | 42.5 | 33.7 | 30.5 | 22.0 | 31.7 | 27.5 |           | 246.1     | 30.8       |
| 6        | Vy        | 32.4 | 24.5 | 43.0 | 31.0 | 33.6 | 21.5 | 25.7 |      |           | 211.7     | 30.2       |
| 7        | Jachin    | 33.4 | 28.8 | 36.5 | 33.3 | 34.9 | 19.5 |      |      |           | 186.4     | 31.1       |
| 8        | Han       | 32.4 | 23.0 | 37.0 | 27.2 | 26.5 |      |      |      |           | 146.1     | 29.2       |
| 9        | Rubini    | 33.8 | 19.0 | 39.1 | 26.7 |      |      |      |      |           | 118.6     | 29.7       |
| 10       | Jesslyn   | 31.7 | 17.5 | 32.5 |      |      |      |      |      |           | 81.7      | 27.2       |
| 11       | Iko       | 32.9 | 16.5 |      |      |      |      |      |      |           | 49.4      | 24.7       |
| 12       | Sharnie   | 30.1 |      |      |      |      |      |      |      |           | 30.1      | 30.1       |

Thí sinh team Monika
Thí sinh team Shikin
Thí sinh team Minh Tú
     Quán quân Asia's Next Top Model 2018
     Thí sinh có điểm cao nhất tuần
     Thí sinh bị loại

## Liên kết
- Official website Lưu trữ ngày 8 tháng 4 năm 2017 tại Wayback Machine
- Asia's Next Top Model on STAR World